# HMAS K9
Le HMAS K9 (anciennement HNLMS K IX ou Zr.Ms. K IX est un sous-marin de la classe K VIII en service dans la Marine royale néerlandaise (Koninklijke Marine), puis dans la Royal Australian Navy pendant la Seconde Guerre mondiale.

## Histoire
Le K IX est commandé par le ministère néerlandais des Colonies le 27 juin 1917 au chantier naval Koninklijke Maatschappij De Schelde de Flessingue, lancé le 23 décembre 1922 et mis en service dans la Marine royale néerlandaise le 21 juin 1923.

### Marine royale néerlandaise

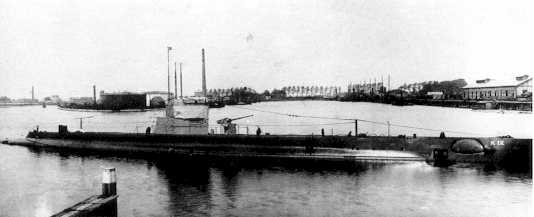
Le K IX en 1925.

Le 28 février 1924, le K IX commence sa traversée vers les Indes orientales néerlandaises. Pendant cette traversée, le K IX est sous le commandement de F.W. Coster et fait escale dans les ports suivants : Portland, Plymouth, Séville, Tunisie, Alexandrie, Port Saïd, Suez, Aden et Colombo. Le 13 mai 1924, le K IX arrive à Sabang.
Lors de l'attaque allemande sur les Pays-Bas en 1940, le K IX se trouve dans les Indes néerlandaises et est alors hors service actif. En raison du déclenchement de la guerre avec l'Allemagne, le K IX est à nouveau en service actif. En mars 1941, il patrouille dans le détroit de la Sonde, car le croiseur cuirassé allemand Admiral Scheer a été repéré dans l'océan Indien.
Une fois le danger du Admiral Scheer passé, le K IX est à nouveau mis en réserve. Juste avant la chute de Surabaya, le K IX effectue des patrouilles de guerre dans le golfe de Thaïlande. Au cours de ces patrouilles, des problèmes de moteur ont joué des tours au navire. Après la chute de Surabaya, le K IX part pour Fremantle en Australie où il est utilisé comme navire cible pour des exercices de lutte anti-sous-marine.

### Transfert vers l'Australie
En mai 1942, le gouvernement néerlandais offre deux sous-marins avec équipage, dont le K IX à la Royal Australian Navy pour qu'il l'utilise dans l'entraînement à la guerre anti-sous-marine. Cette offre est acceptée et le K IX arrive à Sydney pour y être réparé le 12 mai. 
Le 1er juin, le K IX est endommagé par l'explosion d'une torpille d'un sous-marin japonais lors de l'attaque dans le port de Sydney. Comme la marine néerlandaise a besoin de main-d'œuvre en Grande-Bretagne pour les sous-marins nouvellement construits, il a été décidé de mettre le K IX hors service. Le K IX est retiré de la Marine royale néerlandaise le 25 juillet 1942 et, après d'importantes réparations, est mis en service dans la Marine royale australienne sous le nom de HMAS K9 le 22 juin 1943.
Afin de réunir l'équipage du K9, des officiers de la  Royal Navy (marine britannique) et des volontaires de l'United States Navy (marine américaine) sont recrutés. Des volontaires de la marine australienne ont été utilisés comme équipage. La marine australienne ne tarde pas à pouvoir utiliser le K9. En raison du mauvais état mécanique du sous-marin et de son âge, le HMAS K9 ne sert guère au sein de la Marine royale australienne et passe la plus grande partie de son temps à quai à être réparé. 
Le K9 présentait de nombreuses lacunes et après l'explosion d'une batterie le 22 janvier 1944 qui l'endommage gravement, par manque de pièces de rechange, le sous-marin est mis hors service le 31 mars 1944, n'ayant passé que 31 jours en mer.

### Retour à la Marine royale néerlandaise
Après sa mise hors service, le K9 revient en service à la Marine royale néerlandaise. Le 7 juin 1945, le K IX, transformé en allège, est remorqué par le dragueur de mines néerlandais Abraham Crijnssen de Sydney jusqu'à Darwin. Pendant le remorquage, au cours de la tempête du 8 juin 1945, le câble se rompt la nuit, entraînant la dérive du K IX. Comme l'équipage du HNLMS Abraham Crijnssen ne remarque pas la rupture du câble, le K IX est perdu et s'échoue sur la plage de Fiona Beach, près de Seal Rocks, sur la côte centrale de la Nouvelle-Galles du Sud. L'épave et sa cargaison de diesel sont vendues par la Commonwealth Disposals Commission le 20 juillet 1945. Les acheteurs sont des hommes locaux, A.H. Batt et Thomas Humphreys, dont l'offre de 985 livres est acceptée.
Après avoir réussi à dépouiller la plus grande partie du bateau de ses équipements et de son carburant, un trou dans la coque empêche le sauvetage, car il se remplit de sable. Avec les changements continuels de bancs de sable et l'accumulation de sable, le K IX est rapidement enterré. Pendant les tempêtes de 1962, 1969 et 1974, le K9 se montre brièvement au monde avant que le vent et la marée ne lui rejettent à chaque fois plus de sable dessus. 
La position réelle de l'endroit où repose K9 n'est jamais officiellement enregistrée. Les vestiges du K IX sont localisés le 20 juillet 1999 par le NSW Heritage Office (Bureau du patrimoine du gouvernement de Nouvelle-Galles du Sud). Au cours de plusieurs visites et à l'aide d'un magnétomètre Ferex, le site de la dernière demeure de K IX est trouvé sous environ 3 mètres de sable le 20 juillet 1999 sur la plage de ce qui est maintenant appelé Submarine Beach,, juste au sud du village de Seal Rocks en Nouvelle-Galles du Sud.
La coque du K IX repose toujours sous le sable de la plage. Pour la dernière fois en 2001, une partie de la coque devient visible à cause d'une forte tempête.

## Commandants
- Luitenant ter zee 2e klasse (Lt.) Adolf Hendrik Deketh du 21 août 1939 au 14 février 1940
- Luitenant ter zee 2e klasse (Lt.) Pieter Gerardus Johan Snippe du 25 janvier 1941 au 1er mai 1941
- Luitenant ter zee 2e klasse (Lt.) Paulus Gijsbertus de Back du 1er mai 1941 au 8 décembre 1941
- Luitenant ter zee 2e klasse (Lt.) Jacobus Wilhelmus Caspers du 6 janvier 1942 au 1er mars 1942
- Luitenant ter zee 2e klasse (Lt.) Theodoor Brunsting du 1er mars 1942 au 15 juillet 1942
- Luitenant ter zee 1er klasse (Lt.Cdr.) Henry Christophe John Coumou du 15 juillet 1942 au 23 août 1942